# この動画は再生できません
『この動画は再生できません』（このどうがはさいせいできません）は、2022年10月3日（2日深夜）から同年12月19日（18日深夜）まで、テレビ神奈川で放送されていたテレビドラマ。
心霊ドキュメンタリーDVDの制作チームが、投稿映像の裏に隠された真相を解き明かしていくホラーミステリ。
2023年9月6日（5日深夜）から同年9月27日（26日深夜）まで、第2シリーズとなる『この動画は再生できません2』がテレビ神奈川で放送された。引き続きかが屋が主演を務め、劇場版の製作が発表された。

## 番組構成
一つのエピソードは、出題編（前編）となる投稿映像（フェイクドキュメンタリー）パートと、解答編（後編）となる編集室（謎解きミステリー）パートからなる（テレビ放送時は2週に分かれていたが、ネット配信では1本にまとめられている）。
開始当初は上記の構成を明かさず、投稿映像パートのみを放送していた。
尚、第2シリーズでは上記の構成は採られていない。

## 登場人物
江尻真（えじり まこと）
演 - 加賀翔（かが屋）
心霊ドキュメンタリーDVDシリーズ『本当にあった ガチ怖投稿映像』の編集マン。
本作における探偵役。
鬼頭和弘（きとう かずひろ）
演 - 賀屋壮也（かが屋）
オカルトライター。
『本当にあった ガチ怖投稿映像』では監修を務めている。
黒澤孝之（くろさわ たかゆき）
演 - 加瀬澤拓未
中華料理屋「くろさわ亭」の店員。第2シリーズにて名前が判明。
編集室に出前を届けに来て、毎回クーポン券を渡していくメガネの中年男性。

## 放送リスト

### 第1シリーズ
| 回 | 放送日         | 話 | タイトル                         | 備考                                |
| -- | -------------- | -- | -------------------------------- | ----------------------------------- |
| 1  | 2022年10月03日 | 1  | WOUND                            |                                     |
| 2  | 10月10日       | 2  | LIVE                             |                                     |
| 3  | 10月17日       | 3  | MISSING                          |                                     |
| 4  | 10月24日       | 4  | □~CHALLENGE2022~ 新卒採用PR動画□ |                                     |
| 5  | 10月31日       | 1  | WOUND                            | 第1回の内容にヒントテロップを追加。 |
| 6  | 11月07日       | 1  | 死者から来た呪いの動画           |                                     |
| 7  | 11月14日       | 2  | LIVE                             | 第2回と同内容。                     |
| 8  | 11月21日       | 2  | 消えた配信者                     |                                     |
| 9  | 11月28日       | 3  | MISSING                          | 第3回と同内容。                     |
| 10 | 12月05日       | 3  | 事故物件                         |                                     |
| 11 | 12月12日       | 4  | □~CHALLENGE2022~ 新卒採用PR動画□ | 第4回と同内容。                     |
| 12 | 12月19日       | 4  | 呪われた社内ビデオ               |                                     |

### 第2シリーズ
| 話 | 放送日         | タイトル |
| -- | -------------- | -------- |
| 1  | 2023年09月06日 | affair   |
| 2  | 09月13日       | gap      |
| 3  | 09月20日       | incident |
| 4  | 09月27日       | endless  |

## 各話出演者

### 第1シリーズ
1. WOUND/死者から来た呪いの動画
ハル - 坂口千晴
セイラ - 内海誠子
ミナミ - 南野巴那
リンコ - 松城凜
2. LIVE/消えた配信者
増村 - 竹内強
メリー（声） - 宇佐美七海
ぐっちー（声） - 谷口恒平
3. MISSING/事故物件
美智子 - 大田路
陽介 - 坂東駿
赤い服の女 - 九条みゆ
4. □~CHALLENGE2022~ 新卒採用PR動画□/呪われた社内ビデオ
広瀬恭平 - イワタキユウヤ
崎田慎吾 - 波瀬嶋渚
槙原由香 - 咲谷菜月
鳥川真紀 - 山本桜夕
横山隆二 - 杉山俊介

### 第2シリーズ
1. affair
翔太 - 三鈴晃幹
美和 - 若月海里
未希 - 平山咲彩
登山客 - 米良まさひろ
増村 - 竹内強
女性 - 福井夏
2. gap
ぺっぱー - 佐藤友咲
そると - 渡部大稀
映画監督 - 関幸治
3. incident
ユウキ - 四宮義斗
ケンタ - 鈴木武
女性 - 福井夏
4. endless
池田香織 - 松緯理湖
池田省吾 - 麻木貴仁
常連客 - 矢野暎約子
珠希 - ヒルマサトコ
梅田レイ - 福井夏
アナウンサー（声） - 岡村帆奈美（tvkアナウンサー）

## スタッフ

### 第1シリーズ
- 監督・脚本・編集：谷口恒平
- 企画・原作：河口芳佳
- プロデューサー：杉内裕介、三木和史
- 撮影：高橋正信
- 録音：丹雄二
- ヘアメイク：宇都圭史
- 演出助手：黒澤俊貴
- 衣装（投稿映像）：天野多恵（第1話）
- ヘアメイク（投稿映像）：五十嵐千聖（第1話）、坂口佳那恵（第4話）
- 制作担当（投稿映像）:江尻大（第1話）
- 撮影（投稿映像）：長瀬拓（第3話）
- 協力：アドビ
- 制作プロダクション：ビデオプランニング
- 企画協力：船曳真珠
- アカウントエグゼクティブ：増田裕介
- 広報：浅井亮磨、諸留さくら
- タイトルロゴ：高津まさき

### 第2シリーズ
- 監督・脚本・編集：谷口恒平
- 企画・原作：河口芳佳（ミツウロコ）
- プロデューサー：金田武士、杉内裕介、三木和史
- 撮影：高橋正信
- 録音（編集室パート）：百瀬賢一
- ヘアメイク：宇都圭史
- 助監督：冨里駿
- 撮影助手：宮原かおり
- 演出助手：黒澤俊貴
- タイトルロゴ：高津まさき
- MA：石井勇人
- 協力：アドビ
- 漫才台本：奥村徹也（第3話）
- 制作プロダクション：ビデオプランニング

## 映画
『この動画は再生できません THE MOVIE』が2024年9月13日公開。

### キャスト
- 江尻真：加賀翔
- 鬼頭和弘：賀屋壮也
- 澤村透：和田雅成
- ヒロト：世古口凌
- ダイスケ：平野良
- 桃月なしこ：桃月なしこ
- アキラ100%：アキラ100%
- 梅田レイ：福井夏
- 塚原武：あべこうじ

### スタッフ
- 監督：谷口恒平
- 脚本：河口芳佳、谷口恒平
- 企画・プロデューサー：河口芳佳
- 製作：三木和史、加瀬林亮、遠藤幹彦
- 撮影：高橋正信
- 照明：太田博
- 録音：百瀬賢一
- 装飾：山岸譲
- スタイリスト：後原利基
- ヘアメイク：板谷博美
- 編集：平野一樹
- 音楽：MOKU
- 挿入歌：クジラ夜の街「Saisei」（ソニー・ミュージック）
- 音響効果：橋本正明
- 助監督：猪腰弘之
- 制作担当：石川真吾
- 製作：ミツウロコ、ビデオプランニング、BBB、テレビ神奈川
- 制作・配給：ビデオプランニング
- 宣伝：とこしえ

### 同系統のテレビ番組
- 放送禁止
- 世界で一番怖い答え
- ダブルタップミステリー

### その他
- 相席食堂 - 朝日放送テレビのバラエティ番組。インタビューで谷口が、編集室シーンの着想を得ていると語っている[4]。